# Rohanské hodinky ze Sychrova
Rohanské hodinky ze Sychrova (Horae principii de Rohan) je iluminovaný rukopis hodinek, vytvořený na začátku 16. století (v rozmezí 1490–1510, uvádí se i datace: začátek 15. století), dnes uložený v Národní knihovně České republiky, sign. VI D 25.
Okolnosti vzniku nejsou známé, iluminace malovali čtyři malíři někdy na začátku 16. století asi v severní Francii. Kodex je psán na pergamenu, v novější převazbě. Rukopis nenese žádné známky objednávky přímo pro konkrétního člena rodu Rohanů, o vlastnictví svědčí poznámky o provenienci z 18. století zapsané v knize (knihu měl objednat Pierre de Rohan-Gié). Rohanové si rukopis přivezli na Sychrov, kdy byl uložen v zámecké knihovně (na přídeští je umístěno rohanské ex libris a signatura zámecké knihovny VII H/1 2), po konfiskaci rohanského majetku byla kniha převzata roku 1951 Národní knihovnou (tehdy Národní a universitní knihovnou, první signatura byla Cim D17).
V roce 2008 podle rukopisu vznikla faksimile, roku 2013 byla prezentována jako jeden z hlavních exponátů výstavy pořádané během Roku francouzské kultury („Francouzské umění ze šlechtických sbírek“).